# Collegio plurinominale Friuli-Venezia Giulia - 01 (Senato della Repubblica)
Il collegio elettorale plurinominale Friuli-Venezia Giulia - 01 è un collegio elettorale plurinominale della Repubblica Italiana per l'elezione del Senato.

## Territorio
Come previsto dalla legge elettorale italiana del 2017, il collegio è stato definito tramite decreto legislativo all'interno della circoscrizione Friuli-Venezia Giulia.
Il collegio corrisponde all'intera regione Friuli-Venezia Giulia e conteneva i due collegi uninominali del 2017 Friuli-Venezia Giulia - 01 (Trieste) e Friuli-Venezia Giulia - 02 (Udine).
Dal 2020 coincide con l'unico collegio uninominale della regione.

## XVIII legislatura

### Risultati elettorali
| Liste          | Liste                                       | Proporzionale | Proporzionale | Proporzionale | Maggioritario | Maggioritario | Maggioritario |  |
| Liste          | Liste                                       | Voti          | %             | Seggi         | Voti          | %             | Seggi         |  |
| -------------- | ------------------------------------------- | ------------- | ------------- | ------------- | ------------- | ------------- | ------------- |  |
|                | Lega                                        | 164 105       | 25,49         | 2             | 281 642       | 43,74         | 2             |  |
|                | Forza Italia                                | 76 114        | 11,82         | 1             | 281 642       | 43,74         | 2             |  |
|                | Fratelli d'Italia                           | 35 032        | 5,44          | –             | 281 642       | 43,74         | 2             |  |
|                | Noi con l'Italia – UDC                      | 6 391         | 0,99          | –             | 281 642       | 43,74         | 2             |  |
|                | Movimento 5 Stelle                          | 156 251       | 24,27         | 1             | 156 251       | 24,27         | –             |  |
|                | Partito Democratico                         | 128 713       | 19,99         | 1             | 153 942       | 23,91         | –             |  |
|                | +Europa                                     | 19 814        | 3,08          | –             | 153 942       | 23,91         | –             |  |
|                | Italia Europa Insieme                       | 2 942         | 0,46          | –             | 153 942       | 23,91         | –             |  |
|                | Civica Popolare                             | 2 473         | 0,38          | –             | 153 942       | 23,91         | –             |  |
|                | Liberi e Uguali                             | 18 815        | 2,92          | –             | 18 815        | 2,92          | –             |  |
|                | CasaPound                                   | 7 810         | 1,21          | –             | 7 810         | 1,21          | –             |  |
|                | Potere al Popolo!                           | 5 117         | 0,79          | –             | 5 117         | 0,79          | –             |  |
|                | Patto per l'Autonomia                       | 5 015         | 0,78          | –             | 5 015         | 0,78          | –             |  |
|                | Il Popolo della Famiglia                    | 4 941         | 0,77          | –             | 4 941         | 0,77          | –             |  |
|                | Italia agli Italiani (FN - MSFT)            | 3 290         | 0,51          | –             | 3 290         | 0,51          | –             |  |
|                | Partito Valore Umano                        | 2 440         | 0,38          | –             | 2 440         | 0,38          | –             |  |
|                | Per una Sinistra Rivoluzionaria (PCL - SCR) | 1 637         | 0,25          | –             | 1 637         | 0,25          | –             |  |
|                | Siamo                                       | 1 402         | 0,22          | –             | 1 402         | 0,22          | –             |  |
|                | Lista del Popolo per la Costituzione        | 1 023         | 0,16          | –             | 1 023         | 0,16          | –             |  |
|                | Rinascimento - MIR                          | 552           | 0,09          | –             | 552           | 0,09          | –             |  |
| Totale         | Totale                                      | 643 877       | 100           | 5             | 643 877       | 100           | 2             |  |
|                |                                             |               |               |               |               |               |               |  |
| Schede bianche | Schede bianche                              | 6 372         | 0,96          |               |               |               |               |  |
| Schede nulle   | Schede nulle                                | 15 560        | 2,34          |               |               |               |               |  |
| Votanti        | Votanti                                     | 665 611       | 75,10         |               |               |               |               |  |
| Elettori       | Elettori                                    | 886 339       |               |               |               |               |               |  |

### Eletti

#### Eletti nei collegi uninominali
Eletti nella coalizione di centro-destra (Lega - FI - FdI - NcI-UDC)
| Collegio uninominale | Eletto | Eletto        | Partito |
| -------------------- | ------ | ------------- | ------- |
| 1. Trieste           |        | Laura Stabile | FI      |
| 2. Udine             |        | Luca Ciriani  | FdI     |

#### Eletti nella quota proporzionale
| Lega                                    | Movimento 5 Stelle | Partito Democratico | Forza Italia   |
| --------------------------------------- | ------------------ | ------------------- | -------------- |
|                                         |                    |                     |                |
| Mario Pittoni Raffaella Fiormaria Marin | Stefano Patuanelli | Tatjana Rojc        | Franco Dal Mas |

1. ↑  In data 26.01.2021 aderisce al gruppo Europeisti-MAIE-Centro Democratico; in data 30.03.2021 torna nel Partito Democratico.

## XIX legislatura

### Risultati elettorali
|                               | Fratelli d'Italia                                       | 191 331 | 32,29 | 1 | 298 272 | 50,34 | 1 |  |  |
|                               | Lega per Salvini Premier                                | 64 525  | 10,89 | 1 | 298 272 | 50,34 | 1 |  |  |
|                               | Forza Italia                                            | 37 761  | 6,37  | – | 298 272 | 50,34 | 1 |  |  |
|                               | Noi Moderati                                            | 4 655   | 0,79  | – | 298 272 | 50,34 | 1 |  |  |
|                               | Partito Democratico - Italia Democratica e Progressista | 109 367 | 18,46 | 1 | 153 930 | 25,98 | – |  |  |
|                               | Alleanza Verdi e Sinistra                               | 22 271  | 3,76  | – | 153 930 | 25,98 | – |  |  |
|                               | +Europa                                                 | 20 031  | 3,38  | – | 153 930 | 25,98 | – |  |  |
|                               | Impegno Civico – Centro Democratico                     | 2 261   | 0,38  | – | 153 930 | 25,98 | – |  |  |
|                               | Azione - Italia Viva                                    | 48 767  | 8,23  | – | 48 767  | 8,23  | – |  |  |
|                               | Movimento 5 Stelle                                      | 43 778  | 7,39  | – | 43 778  | 7,39  | – |  |  |
|                               | Italexit                                                | 17 925  | 3,03  | – | 17 925  | 3,03  | – |  |  |
|                               | Italia Sovrana e Popolare                               | 10 883  | 1,84  | – | 10 883  | 1,84  | – |  |  |
|                               | Vita                                                    | 8 908   | 1,50  | – | 8 908   | 1,50  | – |  |  |
|                               | Unione Popolare                                         | 6 891   | 1,16  | – | 6 891   | 1,16  | – |  |  |
|                               | Alternativa per l'Italia (PdF - Exit)                   | 2 386   | 0,40  | – | 2 386   | 0,40  | – |  |  |
|                               | Noi di Centro – Europeisti                              | 743     | 0,13  | – | 743     | 0,13  | – |  |  |
| Totale                        | Totale                                                  | 592 483 | 100   | 3 | 592 483 | 100   | 1 |  |  |
|                               |                                                         |         |       |   |         |       |   |  |  |
| Voti non validi               | Voti non validi                                         | 27 452  | 4,43  |   |         |       |   |  |  |
| Votanti                       | Votanti                                                 | 619 935 | 66,21 |   |         |       |   |  |  |
| Elettori                      | Elettori                                                | 936 273 |       |   |         |       |   |  |  |
|                               |                                                         |         |       |   |         |       |   |  |  |
| Data: 25 settembre 2022       |                                                         |         |       |   |         |       |   |  |  |
| Fonte: Ministero dell'interno |                                                         |         |       |   |         |       |   |  |  |

### Eletti

#### Eletti nei collegi uninominali
Eletti nella coalizione di centro-destra (FdI - Lega - FI - NM)
| Collegio uninominale | Eletto | Eletto       | Partito           |
| -------------------- | ------ | ------------ | ----------------- |
| 1. Trieste           |        | Luca Ciriani | Fratelli d'Italia |

#### Eletti nella quota proporzionale
| Fratelli d'Italia | Partito Democratico-IDP | Lega          |
| ----------------- | ----------------------- | ------------- |
|                   |                         |               |
| Francesca Tubetti | Tatjana Rojc            | Marco Dreosto |